# Брюсвілл-Едді (Техас)
Брюсвілл-Едді (англ. Bruceville-Eddy) — місто (англ. city) в США, в округах Макленнан і Фоллз штату Техас. Населення — 1413 особи (2020).

## Географія
Брюсвілл-Едді розташований за координатами 31°18′29″ пн. ш. 97°15′24″ зх. д. / 31.30806° пн. ш. 97.25667° зх. д. (31.307995, -97.256659).  За даними Бюро перепису населення США в 2010 році місто мало площу 8,31 км², з яких 8,30 км² — суходіл та 0,01 км² — водойми.

## Демографія
Згідно з переписом 2010 року, у місті мешкало 1475 осіб у 542 домогосподарствах у складі 406 родин. Густота населення становила 177 осіб/км².  Було 587 помешкань (71/км²).
Расовий склад населення:
| - 91,0 % — білих - 1,9 % — чорних або афроамериканців - 0,3 % — корінних американців - 0,3 % — азіатів - 0,1 % — вихідців з тихоокеанських островів - 3,9 % — осіб інших рас |

До двох чи більше рас належало 2,4 %. Частка іспаномовних становила 12,8 % від усіх жителів.
За віковим діапазоном населення розподілялося таким чином: 26,0 % — особи молодші 18 років, 59,8 % — особи у віці 18—64 років, 14,2 % — особи у віці 65 років та старші. Медіана віку мешканця становила 39,0 року. На 100 осіб жіночої статі у місті припадало 96,4 чоловіків;  на 100 жінок у віці від 18 років та старших — 97,1 чоловіків також старших 18 років.
Середній дохід на одне домашнє господарство  становив 51 873 долари США (медіана — 48 393), а середній дохід на одну сім'ю — 55 580 доларів (медіана — 51 818). Медіана доходів становила 31 200 доларів для чоловіків та 36 833 долари для жінок. За межею бідності перебувало 8,9 % осіб, у тому числі 11,0 % дітей у віці до 18 років та 6,4 % осіб у віці 65 років та старших.
Цивільне працевлаштоване населення становило 728 осіб. Основні галузі зайнятості: освіта, охорона здоров'я та соціальна допомога — 22,0 %, будівництво — 16,5 %, роздрібна торгівля — 14,8 %, науковці, спеціалісти, менеджери — 13,9 %.